# Neuekrug
Neuekrug  este o comună în Saxonia-Anhalt, Germania